# Julipopa liolova
Julipopa liolova är en insektsart som beskrevs av Blocker 1979. Julipopa liolova ingår i släktet Julipopa och familjen dvärgstritar. Inga underarter finns listade i Catalogue of Life.